# St. Johann im Pongau
St. Johann im Pongau (im Pongauer Dialekt Seiger Håns, Sénnig Håns oder Seini(g) Håns, amtliche Kurzform St. Johann/Pg.) ist die Hauptstadt und mit 11.628 Einwohnern (Stand 1. Jänner 2024) zugleich einwohnerstärkste Gemeinde des Bezirks St. Johann im Pongau im Bundesland Salzburg.

## Geografie

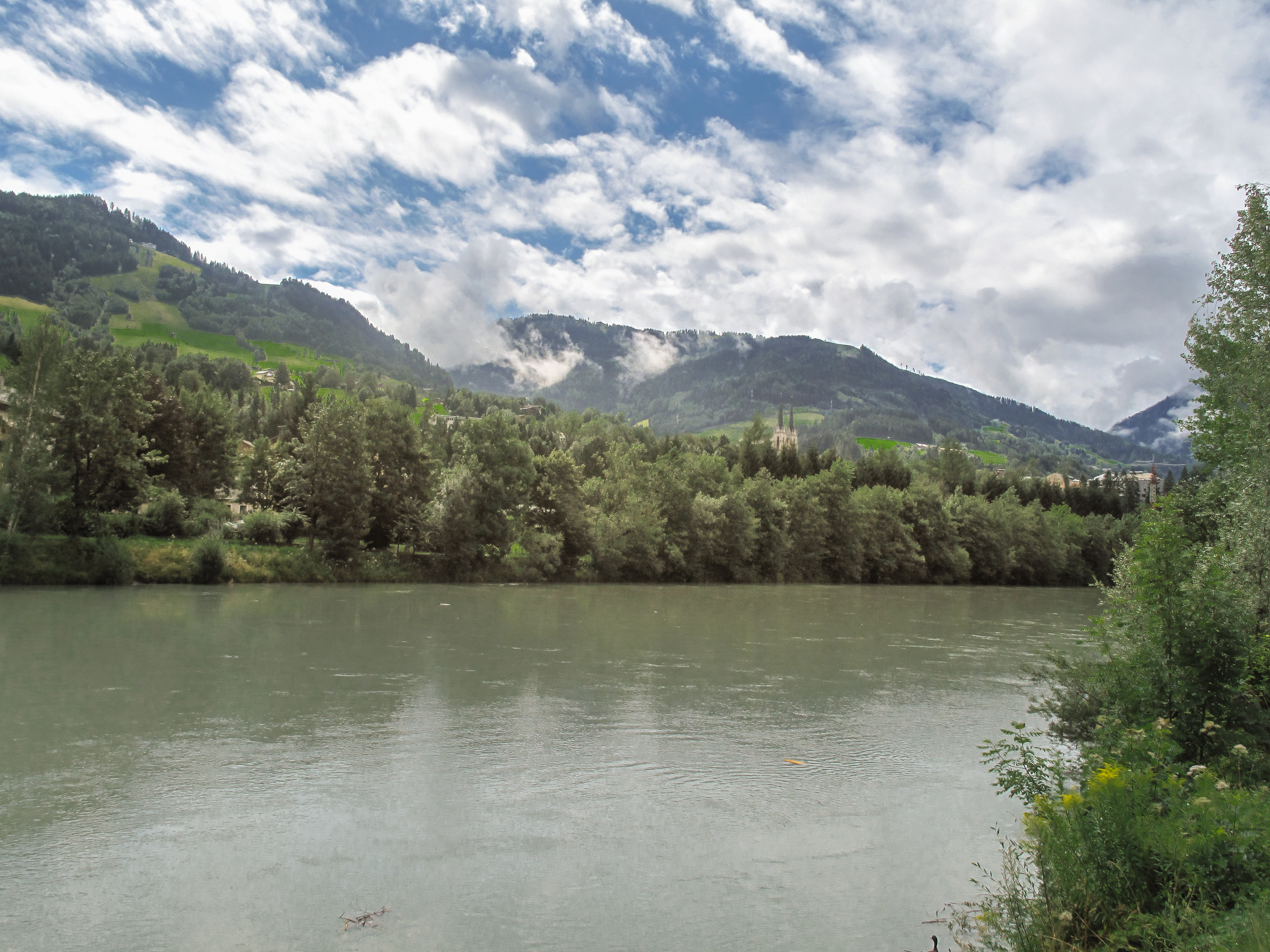
Salzach bei St. Johann

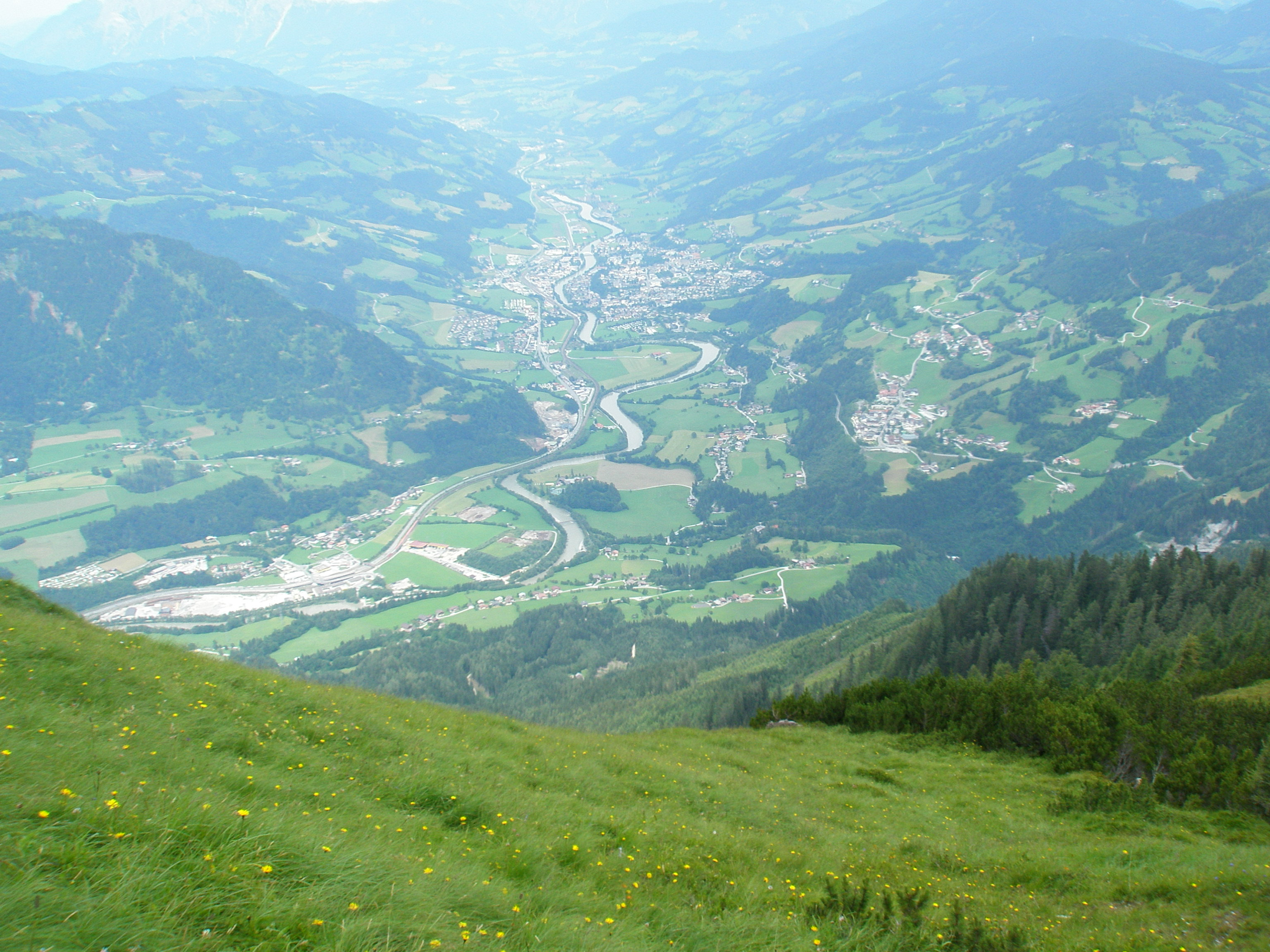
Salzachtal nordwärts um St. Johann, vorn am Salzachknie Schwarzach-St. Veit

St. Johann im Pongau liegt im Salzachpongau gut 50 Kilometer südlich von Salzburg. Die Stadt befindet sich im Salzachtal im südlichen Bischofshofen-St.-Johanner Becken kurz nach dem großen Knie der Salzach, taleinwärts südlich von Bischofshofen, zwischen den Salzburger Schieferalpen im Nordteil (Dientner Berge im Westen, Fritztaler Berge im Osten), den Radstädter Tauern (Teil der Niederen Tauern) im Südosten und den Ausläufern der Ankogelgruppe (Hohe Tauern) im Südwesten. Das Gemeindegebiet umfasst die Salzachtalungen auf um die 550 m ü. A., das Hochgründeck (1827 m ü. A.) rechts, die Abhänge des Palfnerkogels (1413 m ü. A.) links, sowie die unteren Täler der Wagrainer Ache (Kleinarler Bach) und der Großarler Ache (die Liechtensteinklamm), zweier rechter Nebenbäche der Salzach, die östlichsten der Tauerntäler.

### Gemeindegliederung
Das Gemeindegebiet umfasst folgende 10 Katastralgemeinden und Ortschaften (weitgehend deckungsgleich, in Klammern Einwohnerzahl Stand 1. Jänner 2024 und Fläche gerundet):
- Einöden (281, 744 ha)
- Floitensberg (160, 734,5 ha)
- Ginau (29, 761,5 ha)
- Hallmoos (48, 1076 ha)
- Maschl (975, 474,5 ha)
- Plankenau (1789, 1354,5 ha)
- Reinbach (2257, 1110 ha)
- Rettenstein (864, 619,5 ha)
- Sankt Johann im Pongau (Hauptort, KG St. Johann geschrieben; 4912, 116,5 ha)
- Urreiting (313, 891,5 ha)

Rechts der Salzach im Zentrum der Gemeinde liegt die Stadt, links gegenüber Reinbach mit Steg und Halldorf. Talauswärts liegen rechts am Hochgründeck, hoch über der Stadt, Rettenstein mit der Rotte Obkirchen, und die verstreuten Häuser Maschl und Urreiting, und links die zerstreuten Häuser Einöden mit dem Palfner Dörfl. Taleinwärts liegt gegen Großarl hin die Rotte Plankenau mit dem Alpendorf, und die Wagrainer Ache hinauf die verstreuten Häuser Hallmoos, Floitensberg und Ginau.
Zählsprengel der Gemeinde sind St. Johann-Zentrum, Salzachviertel-Süd und -Nord für die Lagen am Fluss, Unterer Markt-Plankenau an der Mündung der Wagrainer Ache (Teile von Sankt Johann und Plankenau), sowie St. Johann-Nord für Rettenstein, Maschl, Urreiting, St. Johann-Südost für die anderen Teile von Plankenau, Hallmoos, Floitensberg, Ginau, und St. Johann-West für die rechte Talseite mit Reinbach, Einöden.
Sankt Johann ist die Bezirkshauptstadt des Bezirks St. Johann/Pongau und Gerichtsort des Gerichtsbezirks St. Johann im Pongau.
Die Stadt gehört zum Salzburger Planungsverband Pongau.

### Nachbargemeinden
| Mühlbach am Hochkönig  | Bischofshofen                               | Hüttau  |
| Sankt Veit im Pongau ∗ | Kompassrose, die auf Nachbargemeinden zeigt | Wagrain |
|                        | Großarl                                     |         |

## Geschichte

### Frühe Geschichte
Funde deuten auf eine erste Besiedlung des Gebietes in der Bronzezeit etwa 2000 v. Chr. hin, speziell die Stollensysteme und hölzernen Grubeneinbauten für den Kupferabbau im Arthurstollen.
Es gibt eine Deutung, dass die Römische Fernstraße Virunum–Iuvaum (Zollfeld–Salzburg) von Altenmarkt her über die Wagrainer Höhe gelaufen sei, dann könnte hier die Station Vocario gelegen haben; die Trasse über das Fritztal gilt aber inzwischen als gesichert, und es wird dafür Pfarrwerfen/Werfen angenommen. Jedenfalls werden sich hier aber mit Sicherheit niederrangigere Straßen über Wagrainer Höhe und in den Salzachpinzgau getroffen haben.
Erwähnt sind die Gegend und eine Kirche das erste Mal 924 in bischöflichen Aufzeichnungen. Die erste Nennung des Namens erfolgte 1074 (ad sanctum Johannem). Einen ersten Rückschlag erlitt die Besiedlung durch die Pest 1348, um 1350 dürften hier 350 Menschen gelebt haben.

### Zwischen dem 14. und dem beginnenden 20. Jahrhundert
Während der Bauernkriege 1525/26 der Reformationszeit stellte sich St. Johann auf Seite der Protestanten. Nach der Niederschlagung konnte sich St. Johann gut entwickeln, so wurde 1672 das Landgericht St. Johann im Pongau begründet.
Im Zuge der Ausweisung von Protestanten aus dem Erzbistum Salzburg, die 1731 ihren Höhepunkt fand, mussten 2500 Einwohner als Salzburger Exulanten die Pfarre verlassen (mindestens 70 % der Einwohner). Ein weiterer Rückschlag der wirtschaftlichen Entwicklung war der Marktbrand von 1855.
1875 wurde die Giselabahn als Verbindung zwischen Salzburg und Tirol eröffnet.

### 1930er Jahre, Zeit des Nationalsozialismus

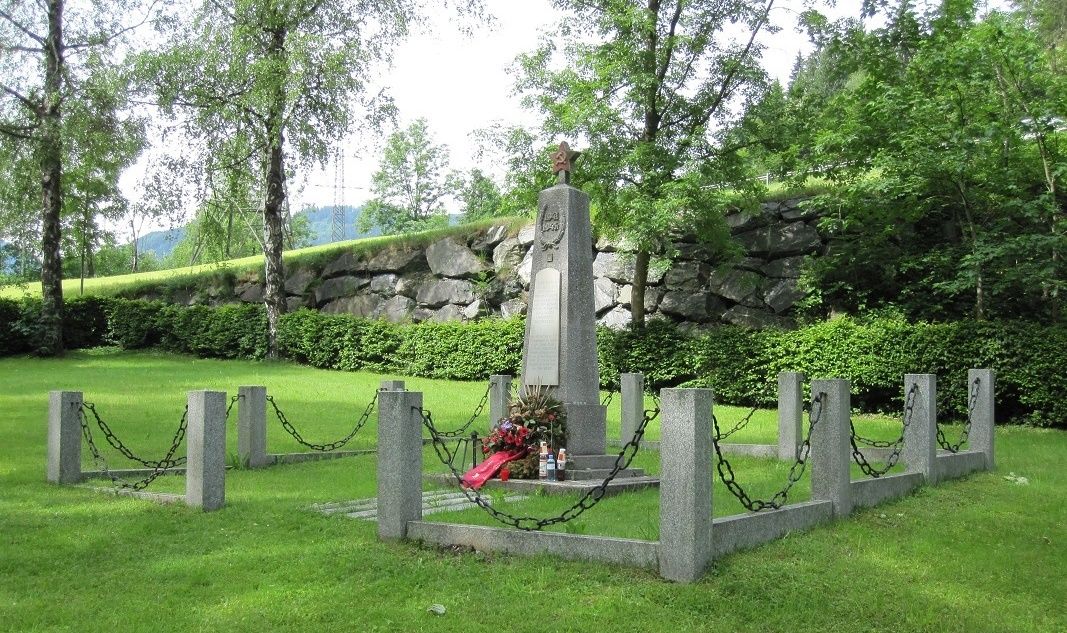
Russisches Ehrenmal

Das Recht zur Führung eines Wappens erhielt St. Johann im Jahr 1929. Die Krobatinkaserne wurde 1936 errichtet.
Von 1939 bis zum 23. Dezember 1945 hieß die Gemeinde Markt Pongau (Reichsgau Salzburg). Nationalsozialistischer Bürgermeister wurde Hans Kappacher (ernannt durch Kreisleiter Josef Kastner). Kappacher wurde in den 1950er Jahren erneut Bürgermeister und vom Gemeinderat zum Ehrenbürger ernannt. 1940 wurden die Halleiner Schulschwestern, seit den 1720ern ansässig, vertrieben.
Hier befand sich dann ab 1941 ein Stammlager für Kriegsgefangene, das Stalag XVIII C (317) mit zeitweise bis zu 30.000 Gefangenen und einer Wachmannschaft von etwa 1.000 Mann. Durch Hunger, Erfrieren und Seuchen starben von 1941 bis 1945 im STALAG „Markt Pongau“ an die 4000 sowjetische Kriegsgefangene. Der Russenfriedhof am Abhang der B311 nördlich der Speedwaybahn erinnert heute noch daran.

### Zeit der Zweiten Republik
In den letzten Jahrzehnten entwickelte sich die Gemeinde zu einer wichtigen Tourismusdestination, sie ist einer der Hauptorte des Tourismusverbands Salzburger Sportwelt und Schiverbunds Ski amadé. Damit entstand auch das Alpendorf.
Am 24. Juni 2000 wurde die Gemeinde, die ab 1290 Markt war, zur Stadt erhoben.

## Stadt Sankt Johann im Pongau

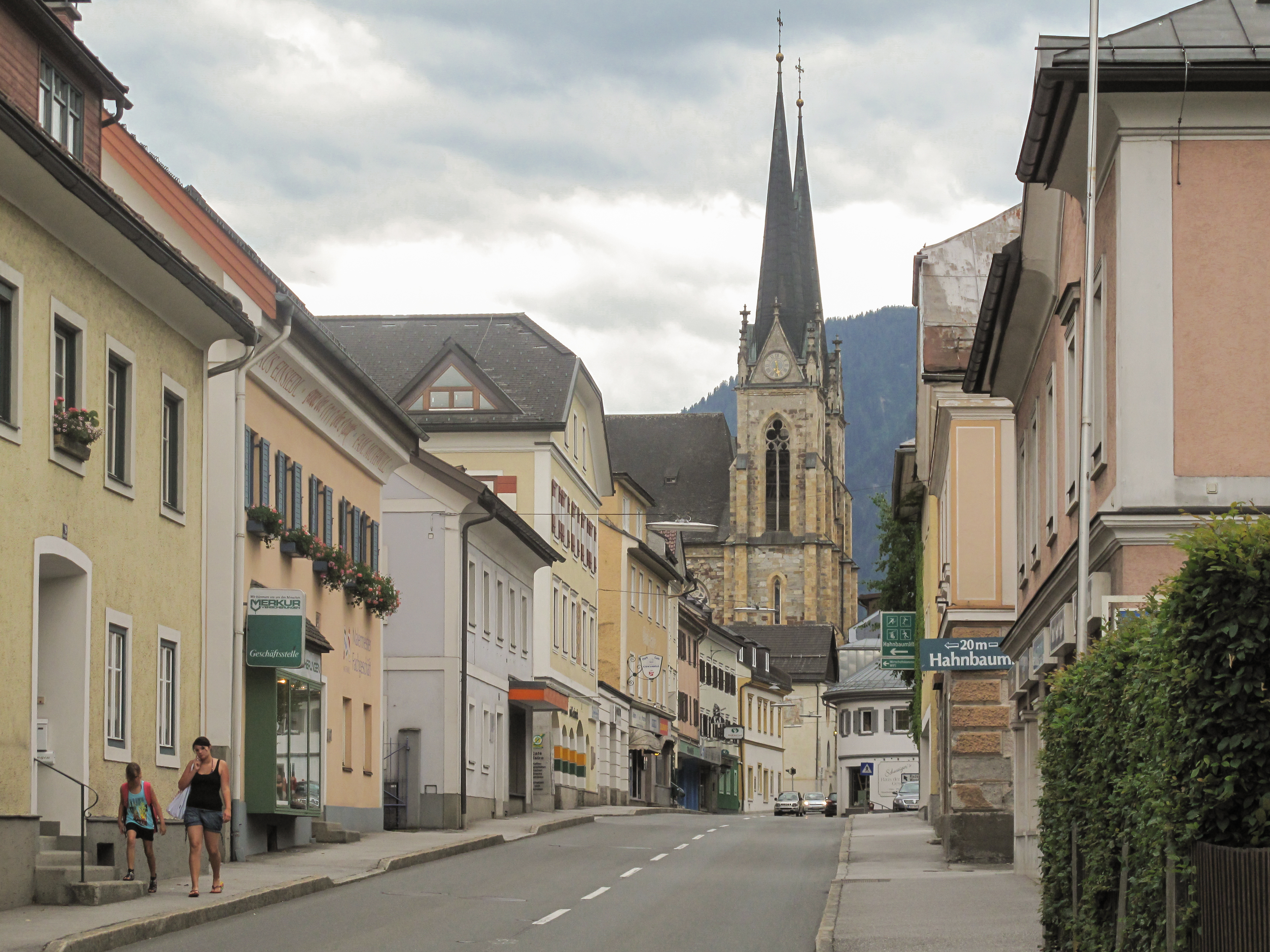
Stadtzentrum

Hauptort der Gemeinde, wie auch Ortschaft und Katastralgemeinde, ist die Stadt Sankt Johann im Pongau. Sie liegt 52 km südlich des Zentrums von Salzburg, auf um die 615 m ü. A. Höhe rechts über der Salzach am Fuß des Hochgründecks auf einer Talterrasse, etwa 50 Meter über dem Fluss und an dessen Ufer hinunter.
| Einöden (O u. KG) Palfner Dörfl |                                             | Maschl (O u. KG)      |
| Salzach Reinbach (O u. KG)      | Kompassrose, die auf Nachbargemeinden zeigt | Rettenstein (O u. KG) |
|                                 | Plankenau (O u. KG)                         | Obkirchen 0           |

### Stadtgliederung
Die Ortschaft Sankt Johann im Pongau umfasst knapp 700 Gebäude mit etwa 4700 Einwohnern, das ist nicht ganz die Hälfte der Gemeindebevölkerung (gut 40 %).
Die Stadt gliedert sich in:
- St. Johann-Zentrum um die Dekanatspfarrkirche, mit den alten Ortslagen Oberer Markt und Unterer Markt, bis an die Terrassenkante, an der die Adelsberger Promenade verläuft, und den ehemaligen Lackenfeldern um Schulzentrum, Hotel Alpenland, Finanzamt, bis Mehrlgasse–Färbergasse, sowie den Ortslagen oberhalb (Zaglausiedlung) bis um die B163 Wagrainer Straße (ca. 1900 Einwohner/280 Gebäude)
- die alte Vorstadt (Vormarkt) südlich unterhalb, von der Vormarktbrücke und dem Salzachweg und an der Wagrainer Ache entlang der Mühlgasse zur alten Wagrainer Straße (ca. 850 EW/80 Geb.; Zählsprengel Unterer Markt-Plankenau mit den zu Plankenau gehörigen Ortslagen südlich der Wagrainerache)
- das Salzachviertel westlich an der Salzach, mit nördlich dem Sportplatz und der Krobatinkaserne bis zur Südtirolersiedlung bei der Bundesstraßenbrücke (ca. 2000 EW/350 Geb.; Zählsprengel -Süd und -Nord)
- die Ortslagen unterhalb von Rettenstein (Rettensteinweg, Elisabethinum und Kindergarten), die schon zu jener Katastralgemeinde gehören

Die Katastralgemeinde St. Johann im Pongau mit 116,4 Hektar ist also etwas kleiner als die Ortschaft.

### Ortsgeschichte

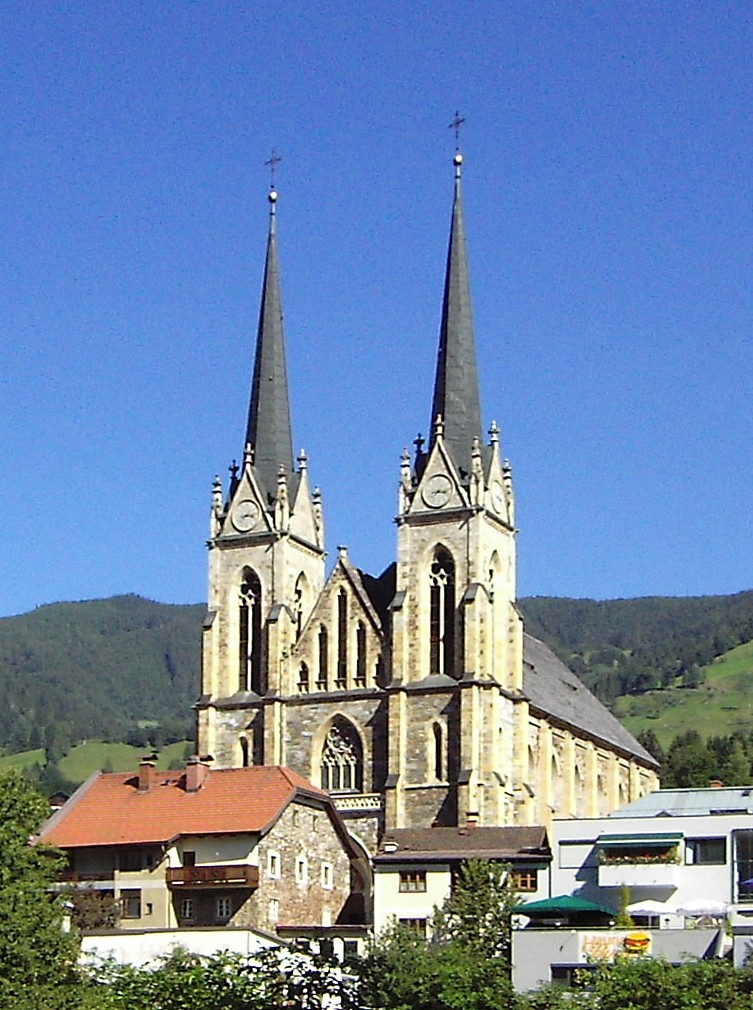
Pfarrkirche St. Johannes („Pongauer Dom“)

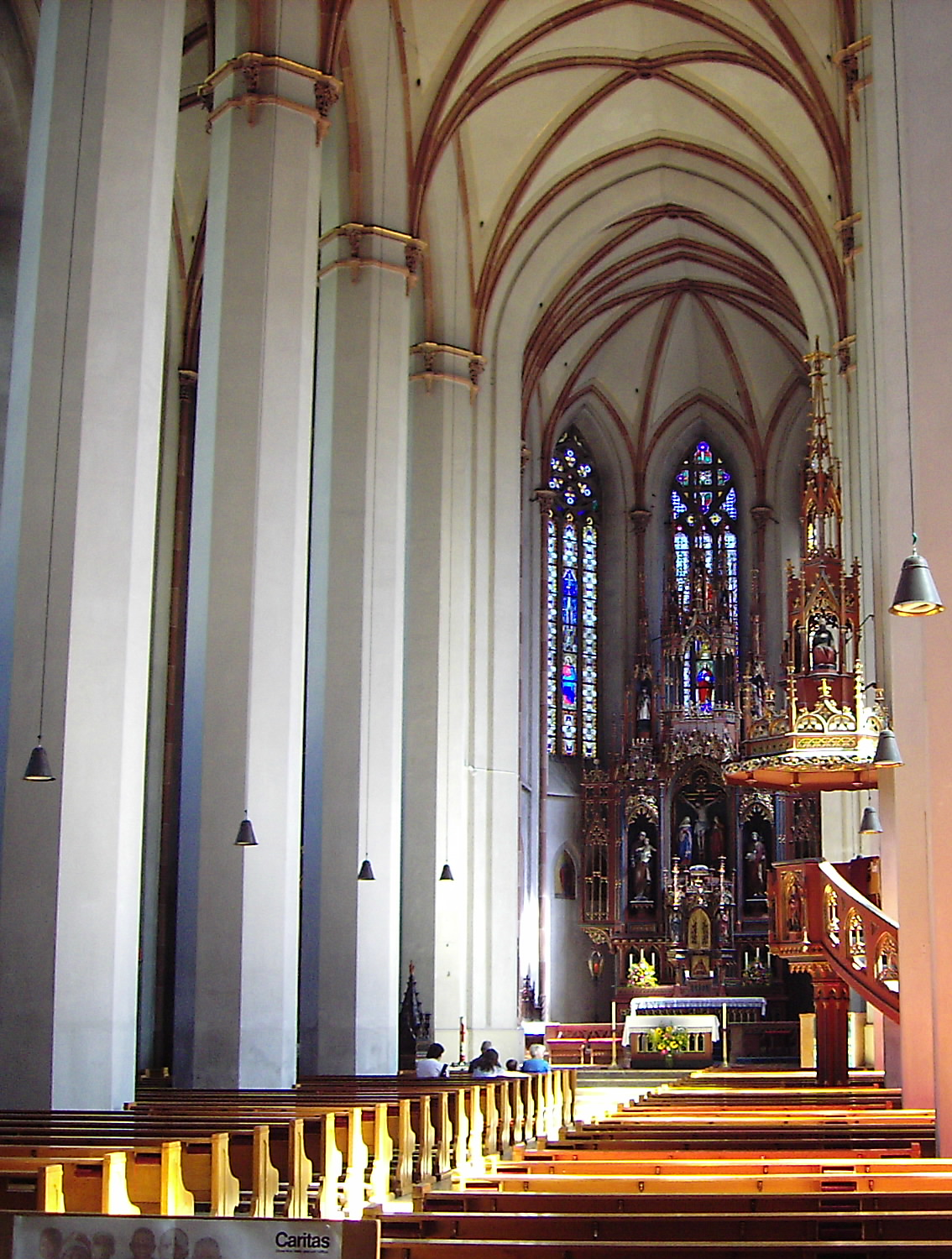
Dekanatspfarrkirche St. Johann im Pongau

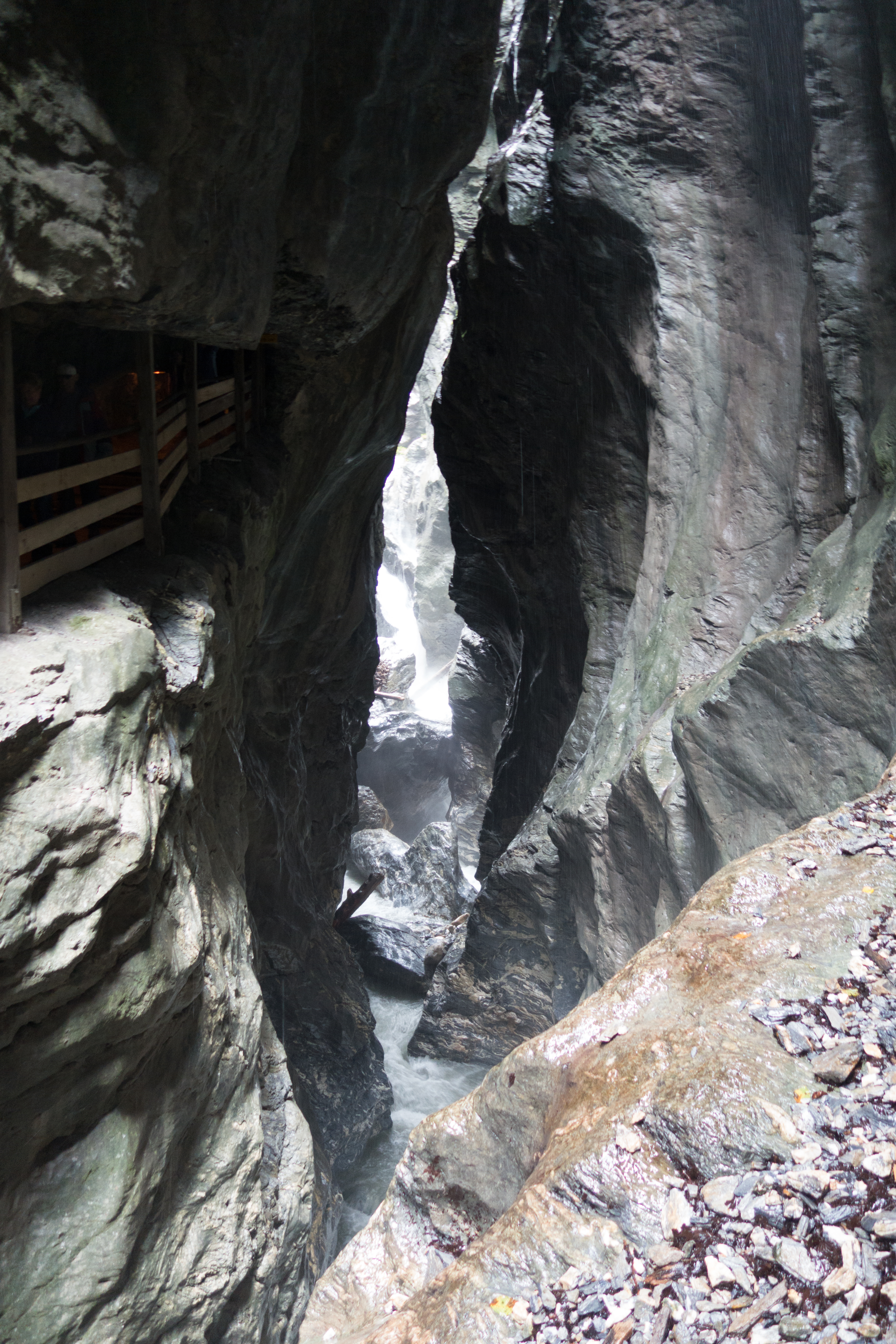
In der Liechtensteinklamm

Die erste Kirche dürfte schon spätestens im 10. Jahrhundert als Gründung von Pfarrwerfen her bestanden haben (Erwähnung 924). Die erste Nennung des Ortes erfolgte 1074 als „ad sanctum Johannem in villa“ (‚Im Ort bei Sankt Johann‘, womit hier noch die Kirche gemeint ist), auch das Doppelpatrozinium beider Johannes spricht für hohes Alter. Die Entwicklung zum Markt ist ab 1290 belegt, 1329 wurde eine neue Kirche eingeweiht.
1525/26, während der Bauernkriege wurde der Ort geplündert und verwüstet. Seit 1672 war es dann Sitz eines selbständigen Landgerichts.
Schon kurz nach ihrer Gründung 1723 ließen sich hier die Halleiner Schulschwestern nieder, um eine Volksschule zu führen. Sie wurden 1940 vertrieben, konnten aber nach dem Krieg zurückkehren (heute Höhere Lehranstalt für Wirtschaftliche Berufe Elisabethinum).

1812 wurde St. Johann dann Dekanatssitz.
31. Mai 1855 ereignete sich der große Marktbrand, der einen Großteil des Ortes vernichtete; die Kirche wurde gänzlich neu aufgebaut. Noch um 1900 war der Ort nur ein größerer Marktflecken mit um die 120 Häusern, nicht mehr als im 16. Jahrhundert. Nach dem Krieg wurden dann mehrere weitere Schulen gegründet, 1973 wurde das Gemeindespital geschlossen.

## Politik

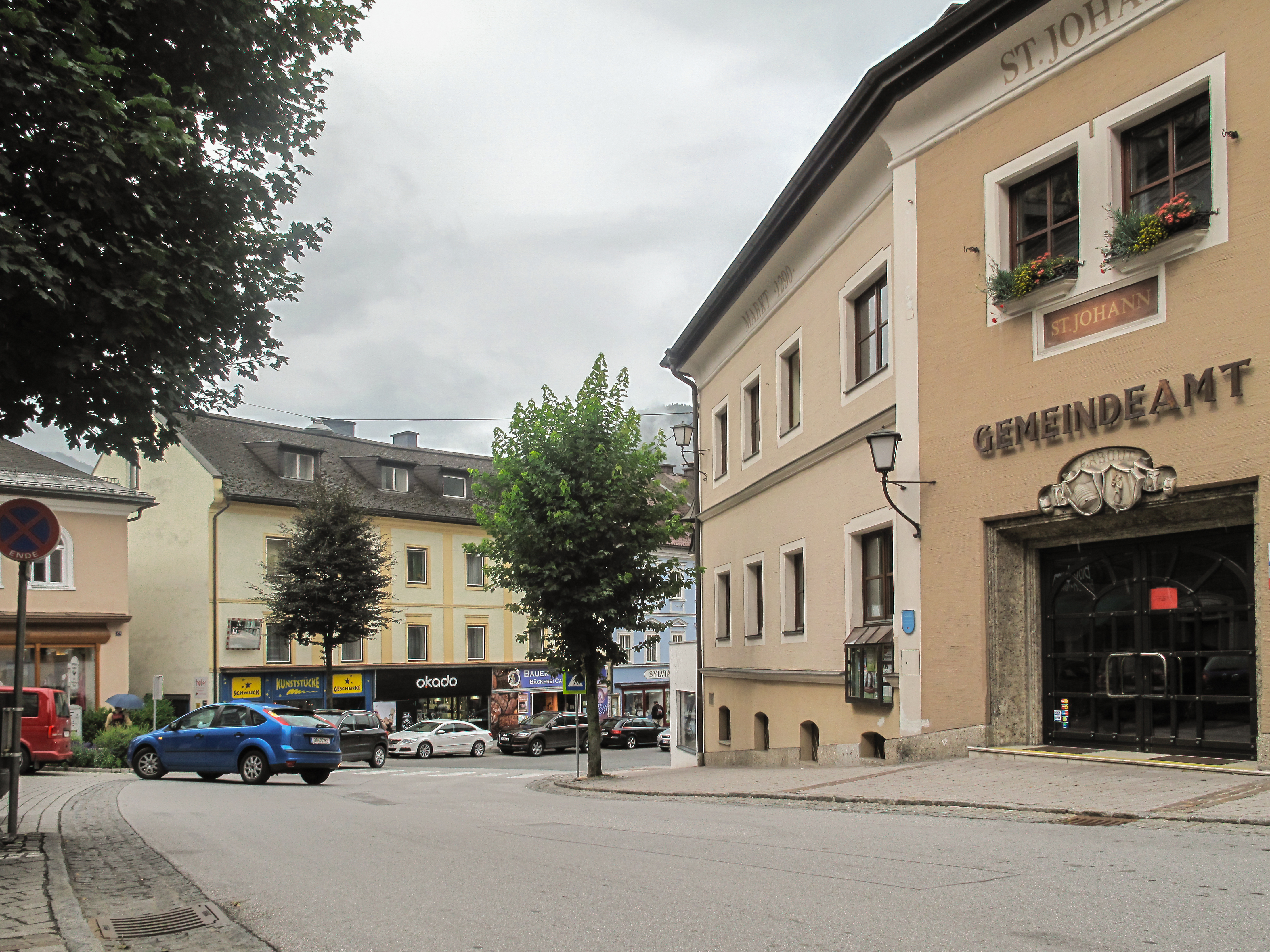
Gemeindeamt

### Gemeindevertretung
| Gemeinderatswahl 2024Wahlbeteiligung: 67,5 % 50403020100 36,5 % (+14,1 %p)38,8 % (−4,4 %p)18,7 % (−3,0 %p)6,0 % (−6,7 %p) SPÖÖVPFPÖBBJO20192024 |

Die Gemeindevertretung hat insgesamt 25 Mitglieder. Die Wahlen zur Stadtverwaltung finden alle fünf Jahre statt. Die bisherigen Sitzverteilungen zeigt die folgende Übersicht:
- Mit den Gemeindevertretungs- und Bürgermeisterwahlen in Salzburg 2004 hatte die Gemeindevertretung folgende Verteilung: 14 ÖVP, 9 SPÖ, und 2 FPÖ.
- Mit den Gemeindevertretungs- und Bürgermeisterwahlen in Salzburg 2009 hatte die Gemeindevertretung folgende Verteilung: 14 ÖVP, 6 SPÖ, 3 FPÖ, und 2 GRÜNE.[10]
- Mit den Gemeindevertretungs- und Bürgermeisterwahlen in Salzburg 2014 hatte die Gemeindevertretung folgende Verteilung: 13 ÖVP, 5 FPÖ, 4 SPÖ, und 3 GRÜNE.[11]
- Mit den Gemeindevertretungs- und Bürgermeisterwahlen in Salzburg 2019 hatte die Gemeindevertretung folgende Verteilung: 11 ÖVP, 6 SPÖ, 5 FPÖ, und 3 BBJO.[12]
- Mit den Gemeindevertretungs- und Bürgermeisterwahlen in Salzburg 2024 hat die Gemeindevertretung folgende Verteilung: 10 ÖVP, 9 SPÖ, 5 FPÖ und 1 BBJO.[13]

### Bürgermeister
- 1936–1938 Adalbert Mueller (Regierungskommissär)[14]
- 1938–1945 Hans Kappacher[15]
- 1945–? Hans Messmer
- ?–1949 Franz Höhenwarter
- 1949–1978 Hans Kappacher[15]
- 1978–1998 Leonhard Neumayer (ÖVP)[16]
- 1998–2003 Josef Dengg (ÖVP)[17]
- 2003–2024 Günther Mitterer (ÖVP)[18]
- seit 2024 Eveline Huber (SPÖ)[19]

### Wappen
Das 1929 verliehene Wappen der Stadt ist beschrieben:
Im roten Schilde die auf einem grünen Boden stehende, halb rechts gewendete Figur des Hl. Johannes des Täufers mit gelblichem Unter- und braunem, lodenfärbigen Obergewande, in der Rechten ein Buch mit daraufliegendem Osterlamm mit Fahne haltend.
Johannes der Täufer ist der Patron der Stadt; die katholische Pfarrkirche ist jedoch beiden Johannes gewidmet, auch dem Evangelisten.

## Kultur und Sehenswürdigkeiten
- Katholische Dekanatspfarrkirche St. Johann im Pongau hl. Johannes der Täufer: 924 erstmals urkundliche Erwähnung einer Kirche an dieser Stelle. Der heutige Kirchenbau ist ein Wiederaufbau von 1855, nach dem großen Marktbrand: neugotisch mit einem Turm, welcher jedoch 1871 einstürzte. Die Kirche wurde im selben Stil, jedoch zweitürmig wieder aufgebaut. Die neugotischen Altäre beherbergen mehrere spätgotische Figuren. Die Kirche stellt ein Hauptwerk kirchlicher Architektur im Alpenraum dar. Im Volksmund wird sie auch als „Pongauer Dom“ bezeichnet. Diese Bezeichnung erklärt sich aus der Größe und Bauform des Gebäudes, jedoch nicht aus seiner Geschichte, da die Pfarrkirche zu keiner Zeit Bischofssitz war.
- Annakapelle: Links neben dem „Dom“ gelegen, ist sie das einzige vom großen Stadtbrand 1855 verschont gebliebene gotische Sakralgebäude in St. Johann. Die Annakapelle zeichnet sich durch zwei Besonderheiten aus: Erstens ist sie eine zweigeschoßige Kirche. Da der ursprüngliche Bau aus dem 9. Jahrhundert durch Flugerde langsam verdeckt wurde, wurde ein zweites Stockwerk (der heute benutzte Kirchraum) etwa 1340 aufgestockt. Zweitens wurde die Annakapelle ab 1980 von der römisch-katholischen Pfarrgemeinde und der evangelischen Pfarrgemeinde unter Kostenteilung gemeinsam renoviert und wird von beiden Religionsgemeinschaften für Gottesdienste genutzt.
- Friedenskirche Hochgründeck beim Heinrich-Kiener-Haus am Hochgründeck; moderne Holzkapelle
- Bergkirche Ginau in Ginau; neugotische Votivkapelle
- Gedenkstätte mit Denkmälern und Gräbern der Opfer des Kriegsgefangenenlager Markt Pongau (STALAG) aus der NS-Zeit in Reinbach (über B311 erreichbar) - Führungen am sogenannten 'Russenfriedhof' werden von dem Verein Geschichtswerkstatt in der Regel an jedem ersten Sonntag im Monat angeboten. Die dortigen Informationsstelen sind eine Auftragsarbeit des Künstlers Karl Hartwig Kaltner.
- montanhistorisches Denkmal Arthurstollen: Eine prähistorische Grubenanlage mit weit reichenden Schachtsystemen für den ehemaligen Kupferabbau; zahlreiche Holz-, Stütz- und Metallfunde. Derzeit (Stand 2015) ist der Besuch des Stollens aus Sicherheitsgründen behördlich untersagt. Eine Besichtigung des Wasserschlosses am Eingang (aus der Zeit der Nutzung als Wasserleitung) ist möglich.
- Liechtensteinklamm: eine von der „Großarler Ache“ geschaffene 4000 m lange und 300 m tiefe Schlucht; Naturdenkmal.
- Der im Jahr 2005 nach Beschluss des Gemeinderats gegründete gemeinnützige Verein kultur:plattform bietet ganzjährig ein umfassendes Programm aus verschiedenen Sparten der Gegenwartskultur. Im Programm finden sich Klassik-, Jazz- und Rockkonzerte, Autorenlesungen, Podiumsdiskussionen zu gesellschaftlichen und kulturellen Themen, Workshops, Ausstellungen und selbst produzierte Veranstaltungen aus dem Bereich Kinderkultur und Kulturpädagogik. Zu den Höhepunkten gehören das Herbstlärm-Festival, ein „Fest der musikalischen Vielfalt“ im September[21], sowie die St. Johanner Spoken Word-Tage, zu denen kurz vor Ostern die besten Poetry Slammer des Landes jährlich eingeladen werden, unter ihnen immer auch die aktuellen Staatsmeister. Die kultur:plattform ist Mitglied im Dachverband der Salzburger Kulturstätten, kooperiert mit mehreren Partnern, produziert verschiedene Medienformate (Radiosendungen und Videobeiträge) und hat derzeit einen achtköpfigen Vorstand sowie einen hauptberuflichen Kulturarbeiter.[22]
- Die öffentliche Bücherzelle im Stadtzentrum wird ebenfalls von der kultur:plattform betrieben und gepflegt.
- Seit den 1980er-Jahren organisierten und organisieren Privatpersonen und Kulturvereine (beispielsweise der ehemalige Kulturverein Spektrum und die derzeit aktive Nachfolgerin kultur:plattform) unter dem Motto „freier Zugang zu freiem Wort“ hochkarätige Autorenlesungen bei freiem Eintritt. Zu den mittlerweile zahlreichen Gästen zählten bislang beispielsweise H. C. Artmann und Friedrich Achleitner, Manfred Baumann, Alois Brandstetter, Thomas Glavinic, Jan Kossdorff, Kurt Palm, Teresa Präauer, Michael Stavarič, Cornelia Travnicek, Gerlinde Weinmüller und viele mehr.
- Das Kultur- und Kongresshaus dient als großes Veranstaltungshaus, beispielsweise für Kabarettabende und Konzerte.
- Der Verein Geschichtswerkstatt. Verein für Zeitgeschichte und regionale Erinnerungskultur widmet sich der Aufarbeitung der St. Johanner Zeitgeschichte und organisiert auch die Verlegung von sogenannten Stolpersteinen, also Gedenksteinen für Opfer der NS-Verbrechen nach einer Idee des Künstlers Gunter Demnig.[23]
- Im Ort befindet sich ein Kino mit fünf Sälen der Dieselkino-Kette.

### Sport
- TSV St. Johann im Pongau
- Union Billard Sport Club Pongau
- Ausrichtung der Poolbillard-Europameisterschaften 1985, 2009 und 2016
- HSV Pirates Eishockey
- Österreichische Staatsmeisterschaften Jagdbogen bzw. 3D-Bogensport, ausgerichtet durch den BSC Sagitta
- Speedwayclub Sankt Johann im Pongau, mit eigenem Speedway-Stadion, in dem schon WM-Läufe stattgefunden haben.

## Wirtschaft und Infrastruktur

### Öffentliche Einrichtungen
Als Verwaltungszentrum des Pongaus ist St. Johann Sitz zahlreicher Einrichtungen und Ämter: Bezirkshauptmannschaft mit Bezirksbuchhaltung, Sitz der Bildungsregion Süd (gesamte Schulverwaltung für Lungau, Pinzgau, Pongau und Tennengau) der Bildungsdirektion Salzburg, Amtstierarzt, Amtsarzt, Abteilungen Gewerbe- und Baurecht, Umweltschutz, Katastrophenschutz, Forstwirtschaft, amtliche soziale und psychosoziale Dienste, Polizei und Verkehr und Jugendwohlfahrt sowie Finanzamt, Bezirksgericht und Bezirkspolizeikommando. In St. Johann finden sich ein Altenheim, drei Kindergärten, zwei Volksschulen, ein Sonderpädagogisches Zentrum, das Bundesgymnasium, Bundesrealgymnasium und Bundesoberstufenrealgymnasium, eine Mittelschule, eine Handelsakademie, eine Polytechnische Schule, eine Landesberufsschule und eine privat geführte Berufsbildende Höhere Schule. Weitere Bildungseinrichtungen, wie beispielsweise das Musikum oder das Berufsförderungsinstitut, haben Zweigstellen in St. Johann im Pongau.
Die sogenannte Spitalgasse zeugt noch vom ehemaligen Krankenhaus in St. Johann, heute aber befinden sich die Krankenhäuser in Schwarzach-St. Veit (Landesklinik Sankt Veit im Pongau, Kardinal Schwarzenberg Klinikum).

### Militärische Einrichtungen
- Die Zentrale der österreichischen Luftraumüberwachung „Goldhaube“ ist eine militärische Einrichtung in St. Johann. Die Einsatzzentrale Basisraum, wie der amtliche Name für den 1978–1982 errichteten Regierungsbunker lautet, bietet Raum für Luftraumüberwachung, Speise- und Aufenthaltsräume für Soldaten und eine eigene Wasser- und Stromversorgung. Die kleine „Stadt“ unter der Erde ist vollkommen abgeriegelt von der Außenwelt. Nur berechtigte Militär- und Zivilbedienstete haben Zutritt. In Kriegszeiten ist vorgesehen, dass alle Mitglieder der österreichischen Regierung in diesen Bunker übersiedeln, um von dort aus die Staatsverwaltung zu leiten.
- Zur Anlage gehört die Krobatinkaserne als Truppenstandort.

### Tourismus
St. Johann im Pongau profitiert von seiner alpinen Lage im Tourismussektor. Nicht nur im Winter ist vor allem der Stadtteil Alpendorf ein wichtiges Fremdenverkehrszentrum mit einer Vielzahl von Hotels und einem Seilbahnbetrieb. Die Pisten im Alpendorf haben Anschluss an weitere Schigebiete. Direkt vom Ortszentrum führte bis 2019 ein Sessellift auf den Hahnbaum, der Betrieb wurde allerdings – gegen den Protest eines Teils der Bevölkerung – eingestellt, weil er nicht mehr wirtschaftlich zu rechtfertigen war. Ein kleiner Übungslift für Kinder kann dagegen dort noch gratis genutzt werden. Im Sommer dient der Hausberg nach wie vor als gut erreichbares Erholungsgebiet. Jährliche Veranstaltungen wie Umzüge, Stadtfeste und Kulturveranstaltungen sind fixe Bestandteile im Kalender der Stadt. Viele Besucher kommen im Winter zum weitum bekannten Krampuslauf.
Im Sommer bieten sich zahlreiche Bergtouren und Wanderungen, ein Schwimmbad und ein Badesee an.
Ein beliebtes Ausflugsziel ist die wenige Kilometer von St. Johann entfernte Liechtensteinklamm.
Am 1787 m hohen Gernkogel befindet sich der Kinder-Erlebnispark Geisterberg, der vom Ortsteil Alpendorf mit der Gondelbahn und von der Bergstation mit dem Geisterzug erreicht werden kann. Teil der Anlage ist der Geisterturm auf dem Gipfel des Gernkogels, ein 14 m hoher Sendeturm, der 2014 mit zwei Aussichtsplattformen ummantelt wurde.

### Energie
St. Johann im Pongau gehört zu den 24 Gemeinden in Österreich (Stand 2019), die mit der höchsten Auszeichnung des e5-Gemeinden-Energieprojekts ausgezeichnet wurden. Das e5-Gemeinde-Projekt soll die Umsetzung einer modernen Energie- und Klimapolitik auf Gemeindeebene fördern.

### Verkehr
Der Ort ist an das Netz der ÖBB angeschlossen, Züge der Linie S3 (S-Bahn Salzburg) halten hier auf der Salzburg-Tiroler-Bahn, ebenso alle Fernzüge der Strecken Graz–Zell am See–Innsbruck und Salzburg–Villach. St. Johann verfügt über ein historisches Bahnhofsgebäude mit einem mehrgleisigen Durchgangsbahnhof.
Eine Buslinie verbindet St. Johann mit Nachbarorten.
Schließlich führt dem Südufer der Salzach entlang ein Abschnitt des Tauernradwegs.
Drei Brücken stehen dem Fußgänger- und Autoverkehr über den Fluss zur Verfügung. Am nördlichen Ortsrand befindet sich die in den Jahren 2006/2007 erbaute Stadtbrücke (Teil der Wagrainer Bundesstraße B163) mit einer Länge von 72 Metern. Näher am Stadtzentrum steht die Vormarkt-Brücke, erbaut 1914/1915. Sie ist eine Steinbogenbrücke mit einem schmiedeeisernen Brückengeländer. Über jedem Widerlager wurde eine Sandsteinstele aufgestellt, die den Brückennamen, das Baujahr und die Angabe der letzten Sanierung (1992/93) enthält. Im Süden befindet sich noch die Salzachbrücke (Teil der Großarler Landesstraße L109). Sie ist eine Seilhängebrücke mit einem Pfeiler in der Mitte.

## Persönlichkeiten

### Ehrenbürger der Gemeinde
- 1928: Ludwig Pech, Bürgermeister von St. Johann im Pongau 1921–1924[30]

### Söhne und Töchter der Gemeinde
- Andreas Fanizadeh (* 1963), Leiter des Kulturressorts der Berliner Tageszeitung taz
- Gertraud Fenk-Oczlon (* 1948), Linguistin
- Hubert Fuchs (* 1969), Steuerberater, Politiker (FPÖ), Staatssekretär
- Rupert Fuchs (* 1964), Energieberater und Politiker, Abgeordneter zum Salzburger Landtag
- Johann Ganitzer (* 1961), Politiker (SPÖ), Landtagsabgeordneter
- Harald Hofmann (* 1940), Journalist, Versicherungsangestellter und Politiker
- Josef Klinger (* 1967), Schachspieler
- Petra Kronberger (* 1969), Skirennläuferin
- Rudolf Liebisch (1861–1939), Dichter und Zeitungsredakteur
- Josef Mayr (* 1950), Optikermeister und Politiker, Abgeordneter zum Salzburger Landtag
- Gerald Mild (* 1962), Davis Cup Spieler und Nationaltrainer Tennis
- Wilhelm Neumann (1915–2009), Historiker, Archivdirektor und Autor
- Alexander Rieder (* 1961), Politiker, Abgeordneter zum Salzburger Landtag
- Walter Thaler (* 1941), Gymnasialdirektor und Politiker, Abgeordneter zum Salzburger Landtag
- Josef Viehhauser (* 1950), Sternekoch
- Alois Wölfler (1882–1971), Abgeordneter zum Nationalrat (ÖVP)
- Sabine Zimmerebner (1970–2015), Höhlenforscherin

### Mit der Gemeinde verbundene Persönlichkeiten
- Thomas Bubendorfer (* 1962), Extrembergsteiger und Autor
- Teresa Präauer (* 1979), Schriftstellerin, Kulturpreis von St. Johann (2023)[31]
- Mirjam (* 1992) und Joachim Puchner (* 1987), Skirennläufer
- O. P. Zier (* 1954), Schriftsteller